# Jan Mucharski

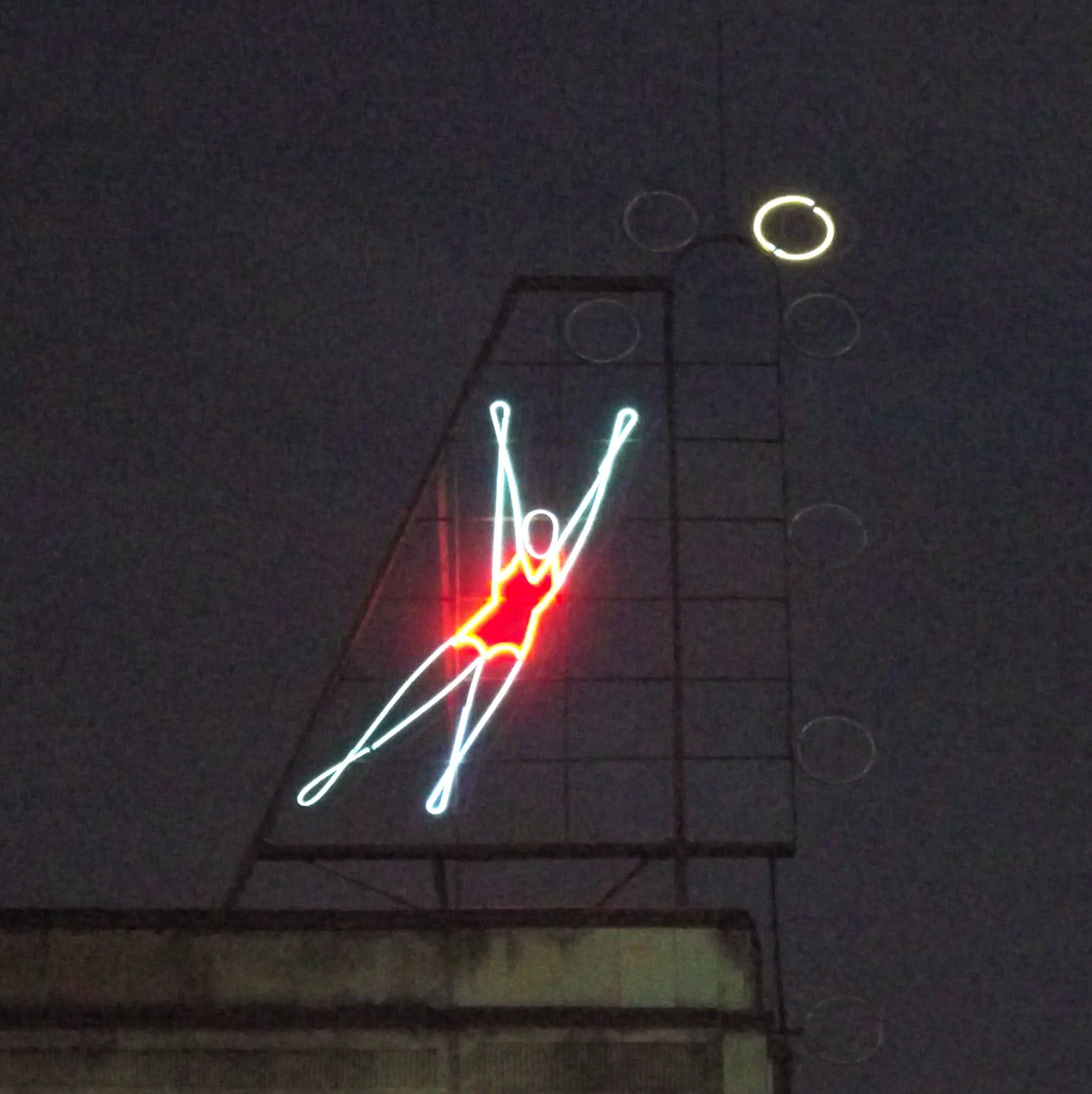
Neon Siatkarka – proj. Jana Mucharskiego – na dachu budynku przy Placu Konstytucji w Warszawie

Jan Emil Mucharski (ur. 30 czerwca 1900 w Warszawie, zm. 14 kwietnia 1981 tamże) – polski architekt, grafik i plakacista.

## Życiorys
W 1932 ukończył studia i uzyskał dyplom na Wydziale Architektury Politechniki Warszawskiej. Należał do Welecji, jednej z najstarszych korporacji akademickich w Polsce. W 1933 wraz z innym weletą – Tadeuszem Gronowskim, oraz Jerzym Gelbardem i Antonim Bormanem założył w Warszawie atelier graficzne „Plakat”. Współpracował z szeregiem wydawnictw książkowych i czasopism, m.in. z Pismem Tygodniowym Ilustrowanym „Świat”.
Był członkiem założycielem Koła Artystów Grafików Reklamowych (KAGR) i jego pierwszym skarbnikiem, a od 1937 – wiceprezesem. Organizacja powstała w Warszawie w 1933 z inicjatywy Edmunda Bartłomiejczyka, któremu powierzono funkcję jej prezesa. Należeli do niej m.in. Ludwik Gardowski, Tadeusz Gronowski, Adam Półtawski, Józef Tom i Jerzy Zaruba. Głównym celem koła było podniesienie poziomu artystycznego grafiki użytkowej w Polsce poprzez konkursy, wystawy oraz współpracę z Instytutem Propagandy Sztuki. W 1937 KAGR jako jednostka prawna weszło w poczet członków Polskiego Związku Reklamowego, działało do wybuchu II wojny światowej w 1939. Przez wiele lat należał także do Stowarzyszenia Architektów Polskich (SARP).
Wraz z żoną, Zofią, byli ostatnimi właścicielami posiadłości ziemiańskiej w Duczkach k. Wołomina. W okresie międzywojennym niezabudowane tereny majątku (łąki, grunty orne i pastwiska), stanowiące otoczenie dworu, podzielił na działki rekreacyjne i wytyczył ulice: Willową, Miłą, Grabowską, Zachodnią i Krótką. W swoich działaniach wzorował się na założycielu Wołomina i tak jak on architekcie – Henryku Konstantym Woyciechowskim. Dzięki dokonanym przedsięwzięciom stał się prekursorem zabudowy jednorodzinnej w dużej części Duczek.
Po śmierci spoczął na cmentarzu Stare Powązki w Warszawie.

## Wybrana twórczość

### Akwarele i grafiki
- Lublin – podwórko, ul. Olejna, 1951
- Lublin – podwórko, ul. Grodzka, 1951
- Kamienne schodki – Warszawa, 1966
- Warszawa – ul. Długa – Kościół Garnizonowy, 1967
- Warszawa – ul. Rycerska

### Plakaty
- Tydzień akademika, 1927
- Jak pani się ten pan podoba?, 1928
- Minęły czasy prababek – Prasujcie elektrycznością, 1932
- Dubrowski, 1948
- Krwawa vendetta, 1948
- Dzwonnik z Notre Dame, 1948
- W pogoni za mężem, 1948
- Słońce wschodzi, 1948
- Ostatni Mohikanin, 1948
- Aliszer Nawoi, 1948
- Maszeńka, 1949
- Dżulbars, 1949
- Legitymacja partyjna, 1949
- Bokserzy, 1949
- Rzym miasto otwarte, 1949
- Kariera, 1949
- Trójka trefl, 1949
- Złoty róg, 1949
- Gdzieś w Europie, 1949
- Pan Habetin odchodzi, 1949
- Cały naród odbudowuje Warszawę, 1949
- Globus, 1950 – projekt
- Trzy spotkania, 1950
- Droga do sławy, 1950
- Dwie brygady, 1950
- Pan Prokouk i ska, 1950
- Piędź ziemi, 1950
- Słoń i mrówka, 1950

### Opracowania graficzne książek i wydawnictw akcydensowych
- Mumje, aut. Fryderyk Jarosy, wyd. Zakłady Drukarskie F. Wyszyński i S-ka, 1930
- Mężczyzna szuka miłości, aut. Pitigrilli, wyd. Wydawnictwo Alfa, 1931
- Kokaina, aut. Pitigrilli, wyd. Wydawnictwo Alfa, 1931
- 18 karatów dziewictwa, aut. Pitigrilli, wyd. Wydawnictwo Alfa, 1931
- Dzień zapłaty, aut. Nathan Asch, wyd. Wydawnictwo Alfa, 1931
- Kochanek o tysiąc kilometrów, aut. Angelo Frattini, wyd. Powszechna Spółka Wydawnicza, 1932
- Bronikowski, Grodzki i Wasilewski S.A. • Katalog maszyn i narzędzi rolniczych (okładka), 1938
- Trzej sprawiedliwi (okładka), aut. Edgar Wallace, wyd. Zakłady Wydawnicze B. Matuszewski, 1947
- Kalendarz Warszawski na rok 1948 • Ilustrowany rocznik poświęcony Warszawie (okładka), wyd. Towarzystwo Gniazd Sierocych, 1947
- Elementarz zdrowia (okładka), aut. Adam Huszcza, wyd. Wydawnictwo „Kolumna”, 1948
- Arinka (broszura filmowa, okładka}, wyd. RSW „Prasa”, 1949

### Kartki pocztowe i okolicznościowe
- Sprężyny – Zderzaki • Zakłady Ostrowieckie, 1931
- Karykatura Kazimierza Świderskiego – dyrektora Amerykańskiej Komisji Pomocy Polakom (YMCA), 1931 (Bukareszt, Rumunia)

### Neon
- Siatkarka (Plac Konstytucji w Warszawie), 1961 – odrestaurowany w 2006[4]

## Upamiętnienie
W Duczkach przy ul. Miłej znajduje się skwer, który od 2018 nosi imię Zofii i Jana Mucharskich. Jest tam także tablica pamiątkowa postawiona przez Urząd miejski w Wołominie.